# Gola sadašnjost
Gola sadašnjost (eng., The Naked Now) je druga epizoda prve sezone američke znanstveno-fantastične serije Zvjezdane staze: Nova generacija.

## Radnja
Na zvjezdani datum 41209.2 posada Enterprisea istražuje što se krije iza zbunjujućih poruka koje dolaze sa znanstvenog broda Tsiolkovsky čija je promatrao propadanje crvenog diva tijekom zadnjih 8 mjeseci. Kada Enterprise napokon stigne do Tsiolkovskog zadnja poruka s njega je prekinuta iznenadnom eksplozijom koju Data prepoznaje kao eksploziju koja se čuje prilikom otvaranja izlaza za opasnost. Kapetan Picard odmah na brod šalje tim da provjeri što se desilo. Tamo Riker i Data otkrivaju da je netko stvarno aktivirao izlaz za opasnost i da su svi časnici s mosta usisani u svemir. Istovremeno Yar i La Forge otkrivaju da su ostali članovi posade Tsiolkovskog također mrtvi i to zaleđeni jer se netko igrao s kontrolama temperature.
Tijekom liječničkog pregleda nakon povratka na Enterprise La Forge, koji je na Tsiolkovoskom došao u dodir s jednim od mrtvih članova posade, se počinje ponašati čudno i žaliti na vrućinu. Iako pregled ne pokazuje nikakve tragove bolesti dr. Crusher ga ipak zadržava u bolnici na promatranju, no on ubrzo bježi vani. Nakon što pobjegne iz bolnice prvo odlazi u laboratorij gdje nalazi Wesleyja Crushera koji mu pokazuje svoja najnovija otkrića, prijenosnu vučnu zraku i uređaj koji pomoću snimljenih naredbi kapetana Picarda stvara nove.

Nakon što oduševljen pohvali Wesleyja tapšanjem po ramenu opet iznenada odlazi, ovaj put do promatračke prostorije gdje ga pronalazi Tasha Yar i vraća u bolnicu. Nakon povratka u bolnicu La Forge izgleda potpuno izgubljeno i zbunjeno, ali dr. Crusher nema nikakvo medicinsko objašnjenje za njegovo stanje, koje se najbliže može opisati kao opijenost.
U međuvremenu Riker, koji je siguran da je izvještaj o ponašanju posade sličnom onome na Tsiolkovskom već negdje vidio, uz pomoć Date u brodskom računalu nalazi izvještaj s broda klase Constitution, USS Enterprisea, pod zapovjedništvom kapetana Jamesa T. Kirka. U njemu je opisano slično ponašanje posade kada je za vrijeme promatranja gravitacijskog raspadanja planeta obična voda pod utjecajem jakog gravitacijskog polja počela djelovati poput alkohola na njih. Na veliko zadovoljstvo kapetana Picarda u njemu se također nalazi i formula za protuotrov.

Dok dr. Crusher priprema protuotrov sve više i više članova posade se počinje ponašati čudno. Tasha Yar posuđuje seksi odjeću od Deanne Troi i zavodi sve muške članove posade. Wesley Crusher pomoću snimljenih naredbi kapetana Picarda preuzima kontrolu nad strojarnicom koju izolira zaštitnim poljem i proglašava se kapetanom.
Svjestan da polako gubi kontrolu nad brodom kapetan Picard šalje Rikera u strojarnicu da pokuša vrati kontrolu nad brodom, a Datu u Tashinu sobu da je odvede u bolnicu kako bi bila u kontaktu sa što manje članova posade. Data dolazi do Tashe koja ga na njegovo iznenađenje uvlači u svoju sobu i ispituje o njegovim seksualnim sposobnostima. Riker za to vrijeme uz pomoć glavnog inženjera Sarah McDougal, glavnog brodskog inženjera, pokušava onesposobiti zaštitno polje i ući u strojarnicu gdje je jedan od opijenih inženjera izvadio većinu izolinearnih čipova i tako onesposobio motore i računalo. Kada se pojavi Deanna Troi koja ga pokušava zavesti Riker ju odmah odnosi u bolnicu iako ga ona pita zar radije ne bi bio sam s njom. U bolnici mu dr. Crusher otkriva da je protuotrov iz izvještaja nedjelotvoran i što je još gore da se opijenost prenosi dodirom.
Crveni div koji je Tsiolkovsky promatrao se polako budi i kapetan Picard pokušava nagovoriti Wesleyja da mu vrati kontrolu nad brodom kako bi uspjeli pobjeći na vrijeme. U međuvremenu se Data vraća na most i na opće iznenađenje također izgleda opijeno. Dok se crveni div počinje raspadati Riker i McDougal napokon uspijevaju onesposobiti zaštitno polje i ući u strojarnicu, no stanje u njoj nije obećavajuće. Većina izolinearnih čipova je izvađena i trebat će im sati da ih vrate natrag, no te sate Enterprise nema jer je preblizu diva koji se raspada. Na Wesleyjev prijedlog Picard šalje Datu u strojarnicu je on može složiti čipove brže od bilo kojeg čovjeka, no čak niti on nije dovoljno brz i još uvijek neće biti u stanju na vrijeme pobjeći.

Iako i sama počinje osjećati iste znakove opijenosti dr. Crusher uspijeva prilagoditi protuotrov i javlja kapetanu da ga je sprema ispitati na La Forgeu. Protuotrov se napokon pokazuje učinkovitim i La Forge se počinje brzo oporavljati.
U međuvremenu u strojarnici Wesley prilagođava brodsku vučnu zraku u odbojnu i koristi Tsiolkovsky kao oslonac od kojeg odguruje Enterprise i tako daje Dati dovoljno vremena da vrati sve čipove na mjesto.

## Vanjske poveznice
- The Naked Now na startrek.com  Arhivirana inačica izvorne stranice od 9. srpnja 2010. (Wayback Machine)